# Simon Sundström
Simon Sundström (* 4. Februar 1998 in Stockholm) ist ein schwedischer Leichtathlet, der sich auf den Hindernislauf spezialisiert hat.

## Sportliche Laufbahn
Erste internationale Erfahrungen sammelte Simon Sundström im Jahr 2015, als er bei den Jugendweltmeisterschaften in Cali im 2000-Meter-Hindernislauf mit 6:17,18 min in der ersten Runde ausschied. Zwei Jahre später belegte er bei den U20-Europameisterschaften in Grosseto in 9:04,69 min den sechsten Platz und 2019 gewann er bei den U23-Europameisterschaften in Gävle in 8:45,82 min die Bronzemedaille hinter dem Deutschen Frederik Ruppert und Alexis Phelut aus Frankreich. Im Dezember gelangte er bei den Crosslauf-Europameisterschaften in Lissabon nach 26:07 min in der U23-Wertung auf Rang 51. 2021 nahm er an den Olympischen Sommerspielen in Tokio teil und verpasste dort mit 8:29,84 min den Finaleinzug.
2022 schied er bei den Europameisterschaften in München mit 8:50,30 min im Vorlauf über 3000 m Hindernis aus und im Jahr darauf gelangte er bei den Halleneuropameisterschaften in Istanbul mit 7:52,54 min auf Rang 13 über 3000 Meter. Im August gelangte er bei den Weltmeisterschaften in Budapest mit 8:27,68 min im Finale auf Rang 15 im Hindernislauf. 2024 schied er bei den Europameisterschaften in Rom mit 8:34,59 min in der Vorrunde im Hindernislauf aus und gelangte über 10.000 Meter mit 28:33,93 min auf Rang sieben im B-Lauf. Im Dezember wurde er bei den Crosslauf-Europameisterschaften in Antalya nach 22:52 min 16. im Einzelrennen.
In den Jahren von 2019 bis 2021 und 2023 wurde Sundström schwedischer Meister im 3000-Meter-Hindernislauf sowie 2022 über 10.000 Meter.

## Persönliche Bestleistungen
- 1500 Meter: 3:39,90 min, 27. August 2024 in Oslo
  - 1500 Meter (Halle): 3:55,77 min, 17. Februar 2016 in Stockholm
- 3000 Meter: 8:09,61 min, 18. August 2018 in Göteborg
  - 3000 Meter (Halle): 7:51,30 min, 4. März 2023 in Istanbul
- 5000 Meter: 13:34,73 min, 18. Mai 2023 in Stockholm
- 10.000 Meter: 28:11,16 min, 16. März 2024 in San Juan Capistrano
- 2000 m Hindernis: 5:28,70 min, 11. September 2022 in Zagreb
- 3000 m Hindernis: 8:17,15 min, 2. Juni 2024 in Stockholm